# شركة استثمار الطاقة الحكومية
شركة استثمار الطاقة الحكومية المحدودة ( اختصارًا سبيك ) هي إحدى شركات توليد الكهرباء الخمس الكبرى في الصين. وقد حلت محل شركة استثمار الطاقة الصينية بعد اندماجها مع شركة تكنولوجيا الطاقة النووية الحكومية (سنبتك) عام ٢٠١٥.
سبيك هي الشركة الأم للشركات المدرجة الصين للتنمية الدولية للطاقة (المعروفة باسم تشاينا باور)، و شنغهاي للطاقة الكهربائية ، ويواندا لحماية البيئة ، وغيرها

## روابط خارجية
- الموقع الرسمي
 (بالصينية والإنجليزية)